# Pacific Southwest Championships 1968
Il Pacific Southwest Championships 1968 è stato un torneo di tennis giocato su campi in cemento. È stata la 42ª edizione del Pacific Southwest Championships, la 1ª dell'Era Open. Sia il torneo maschile che quello femminile si sono giocati al Tennis Center di Los Angeles, dal 16 al 22 settembre 1968.

## Campioni

### Singolare maschile
Rod Laver ha battuto in finale  Ken Rosewall con il punteggio di 4–6, 6–0, 6–0.

### Singolare femminile
Rosie Casals ha battuto in finale  Maria Bueno con il punteggio di 6–3, 6–1.

### Doppio maschile
Ken Rosewall /  Fred Stolle hanno battuto in finale  Cliff Drysdale /  Roger Taylor con il punteggio di 7–5, 6–1.

### Doppio femminile
Françoise Dürr /  Ann Jones hanno battuto in finale  Maria Bueno /  Margaret Court con il punteggio di 6–3, 6–2.